# 2937 Gibbs
A 2937 Gibbs (ideiglenes jelöléssel 1980 LA) egy marsközeli kisbolygó. Edward Bowell fedezte fel 1980. június 14-én.